# Brachymeria rubitibialis
Brachymeria rubitibialis är en stekelart som beskrevs av Yin-Xia Liao och Chen 1983. Brachymeria rubitibialis ingår i släktet Brachymeria och familjen bredlårsteklar. Inga underarter finns listade.